# Юнчан
Юнча́н (кит. упр. 永昌, пиньинь Yǒngchāng) — уезд городского округа Цзиньчан провинции Ганьсу (КНР).

## История
В эпоху Воюющих царств в этих местах жили юэчжи, затем их вытеснили сюнну. Во времена империи Хань при императоре У-ди сюнну были разбиты, и эти земли вошли в состав империи Хань, территория современного уезда Юнчан входила в состав четырёх уездов двух округов. Ко времени империи Тан почти вся территория оказалась в составе уезда Паньхэ (番禾县), который в 744 году был переименован в уезд Тяньбао (天宝县).
Во времена монгольской империи Юань в 1272 году в этих местах было выстроено укрепление, ставшее месторасположением структуры, называемой Юнчанская управа (永昌府); эта структура управляла территорией, ставшей провинцией Юнчан (永昌路).
После свержения власти монголов и установления империи Мин в 1370 году был создан Юнчанский караул (永昌卫). При империи Цин в 1724 году военные структуры были заменены на гражданские, и Юнчанский караул был преобразован в уезд Юнчан.
В 1949 году был создан Специальный район Увэй (武威专区), и эти земли вошли в его состав. В 1955 году Специальный район Цзюцюань (酒泉专区) и Специальный район Увэй были объединены в Специальный район Чжанъе (张掖专区), но в 1961 году Специальный район Увэй был воссоздан. В 1970 году Специальный район Увэй был переименован в Округ Увэй (武威地区).
В 1982 году был образован городской округ Цзиньчан, состоящий из уезда Юнчан и Городского района. В 1984 году Городской район был преобразован в район Цзиньчуань.

## Административное деление
Уезд делится на 6 посёлков и 4 волости.